# صفحه وب ایستا

یک صفحهٔ وب ایستا دقیقا به همان شکل که ذخیره شده به کاربر تحویل داده می‌شود

یک صفحه وب ایستا (انگلیسی: static web page) صفحهٔ وبی است که دقیقا به همان شکل که ذخیره شده به کارخواه تحویل داده می‌شود؛ برخلاف  صفحه وب پویا که توسط یک برنامه کاربردی وب به شکل پویا تولید می‌شود.
در نتیجه یک صفحه وب ایستا برای تمامی کاربران اطلاعات یکسانی را نمایش می‌دهد؛ مگر این که وب‌سرور پیکربندی شده باشد تا با استفاده از قابلیت‌های وب‌سرورهای مدرن، در مورد نوع محتوا یا زبان صفحه به مذاکره محتوا با کارخواه بپردازد.

## مرور
صفحات وب ایستا معمولاً سندهای اچ‌تی‌ام‌ال ذخیره شده در یک سیستم فایل هستند که توسط وب‌سرور و با استفاده از پروتکل HTTP در دسترس قرار می‌گیرند (با این وجود لزوما همیشه نشانیِ وبی که پسوند html. داشته باشد ایستا نیست). هرچند تفسیر بدون سخت‌گیری این عبارت (صفحهٔ وب ایستا) تا آنجا که محتوای مورد نظر تغییرپذیر نباشد و همانطور که ذخیره شده نمایش داده شود، می‌تواند شامل صفحات وبی که در پایگاه داده ذخیره شده‌اند و همچنین صفحاتی که توسط یک قالب (به انگلیسی: Template) فرمت‌بندی شده‌اند و توسط یک سرور برنامهٔ کاربردی (به انگلیسی: Application server) در دسترس قرار می‌گیرند نیز باشد.

صفحات وب ایستا برای محتواهایی که هرگز یا به ندرت نیاز به تغییر دارند بسیار مناسب است. این در حالی است که مدیریت تعدا زیادی صفحه‌‌ی ایستا بدون استفاده از ابزارهای خودکارسازی مثل تولید‌کننده‌های وب‌گاه ایستا (به انگلیسی: Static site generators)، در عمل دشوار است؛ چرا که برای هرگونه شخصی‌سازی و یا تعامل با کاربر، تنها می‌توان از ابزارهای سمت کارخواه (Client site) استفاده کرد که این خود محدودکننده است.

### مزایای وب‌گاه ایستا
- توسعه آسان و فرز صفحات وب، حتی برای کسی که تجربهٔ زیادی ندارد
- در مقایسه با وب‌گاه پویا از امنیت بیش‌تری برخوردار است
- نیاز به میزبانی وب پیشرفته و گران‌قیمت ندارد
- به دیگر سیستم‌ها از قبیل پایگاه‌داده‌ها و سرورهای برنامه‌های کاربردی نیازمند نیست یا حداقل نیاز کم‌تری دارد
- نهان‌گاه پسند (به انگلیسی: Cache friendly)، یک کپی را می‌توان به‌طور موقت ذخیره کرد (از آنجایی که محتوا متغیر نیست) و با سرعت بیش‌تری به کارخواه‌ها تحویل داد

### معایب وب‌گاه ایستا
- برای داشتن پویایی در محتوا نیاز به پیاده‌سازی جداگانه می‌باشد